# بوب غراهام (كاتب)
بوب غراهام (بالإنجليزية: Bob Graham)‏ هو كاتب للأطفال وكاتب إسترالي، ولد في 20 أكتوبر 1942 في سيدني في أستراليا.